# Luca Solari
Luca Solari (* 2. Oktober 1979 in Castel San Giovanni) ist ein italienischer Radrennfahrer.
Luca Solari gewann 2001 eine Etappe beim Triptyque Ardennais. 2002 gewann er die Trofeo Gianfranco Bianchin. Ein Jahr später wurde er Profi bei Mercatone Uno. In seinem ersten Jahr dort entschied er eine Etappe beim Ster Elektrotoer für sich. 2004 fuhr er für Barloworld, 2005 für Domina Vacanze und 2006 für Androni Giocattoli-3C Casalinghi. Ab 2007 stand Solari bei dem Continental Team L.P.R. unter Vertrag. Er gewann dort den Grand Prix Pino Cerami. Nach vier Jahren bei Androni Giocattoli-Sidermec beendete er seine aktive Laufbahn.

## Erfolge
2003
- eine Etappe Ster Elektrotoer

2007
- Grand Prix Pino Cerami

## Teams
- 2003 Mercatone Uno-Scanavino
- 2004 Barloworld-Androni Giocattoli
- 2005 Domina Vacanze
- 2006 Androni Giocattoli-3C Casalinghi
- 2007 Team L.P.R.
- 2008 Serramenti PVC Diquigiovanni-Androni Giocattoli (ab 22.05.)
- 2010 Androni Giocattoli-Serramenti PVC Diquigiovanni
- 2011 Androni Giocattoli-C.I.P.I